# Sabine Baumgärtner
Sabine Baumgärtner, geborene Baumann (* 10. November 1929; † 20. Oktober 2018), war eine deutsche Kunsthistorikerin.

## Leben
Sie studierte Kunstgeschichte und Germanistik an der Universität Leipzig, wo sie ihr Diplom erhielt und 1958 bei Heinz Ladendorf promoviert wurde. Von 1956 bis 1959 war sie wissenschaftliche Assistentin am Kunstgewerbemuseum in Ost-Berlin. Anfang 1959 wurde sie dort Kustodin und stellvertretende Direktorin, im Sommer 1959 Direktorin des Museums als Nachfolgerin von Martin Klar. Im Dezember 1961 flüchtete sie mit ihrem Mann in die Bundesrepublik Deutschland, wo sie als freiberufliche Kunsthistorikerin tätig war. In München konnte sie zunächst mit einem Stipendium der DFG deutsche Lackarbeiten des 19. Jahrhunderts bearbeiten. Sie publizierte überwiegend auf dem Gebiet der Geschichte des Glases.
Verheiratet war sie mit dem Germanisten Klaus Baumgärtner (1931–2003), mit ihm gehörte sie zum Freundeskreis von Uwe Johnson.

## Veröffentlichungen (Auswahl)
- Sächsische geschnittene Gläser des 18. Jahrhunderts. Dissertation Leipzig 1958.
- Sächsisches Glas. Die Glashütten und ihre Erzeugnisse Steiner, Wiesbaden 1977.
- Edles altes Glas. Die Sammlung Heinrich Heine im Gläserkabinett des Badischen Landesmuseums Karlsruhe. Corona-Verlag, Karlsruhe 1977.
- Gläser. Antike, Mittelalter, neuere Zeit. Katalog der Glassammlung, Sammlung Brauser, Museum der Stadt Regensburg. Corona-Verlag, Karlsruhe 1977.
- Porträtgläser. Das gläserne Bildnis aus 3 Jahrhunderten. Bruckmann, München 1981, ISBN 3-7654-1844-7.
- mit Hans Peter Thurn: Spardosen aus zweitausend Jahren. Die Kulturgeschichte des Sparens. Kohlhammer, Stuttgart 1983, ISBN 3-17-007901-8.
- Glaskunst vom Mittelalter bis zum Klassizismus. Bremer Landesmuseum, Focke-Museum, Bestandskatalog 1987. Bremer Landesmuseum, Focke-Museum 1987.
- Gläserne Bremensien vom Mittelalter bis zum Historismus. Bremer Landesmuseum, Focke-Museum. Bestandskatalog 1989. Bremen 1989.